# Montbochèir
Montboucher-sur-Jabron és un municipi francès situat al departament de la Droma i a la regió d'Alvèrnia-Roine-Alps. L'any 2007 tenia 1.844 habitants.

## Demografia

### Població
El 2007 la població de fet de Montboucher-sur-Jabron era de 1.844 persones. Hi havia 717 famílies de les quals 142 eren unipersonals (77 homes vivint sols i 65 dones vivint soles), 247 parelles sense fills, 267 parelles amb fills i 61 famílies monoparentals amb fills.
La població ha evolucionat segons el següent gràfic:
Habitants censats

### Habitatges
El 2007 hi havia 798 habitatges, 724 eren l'habitatge principal de la família, 42 eren segones residències i 32 estaven desocupats. 681 eren cases i 113 eren apartaments. Dels 724 habitatges principals, 507 estaven ocupats pels seus propietaris, 199 estaven llogats i ocupats pels llogaters i 18 estaven cedits a títol gratuït; 7 tenien una cambra, 29 en tenien dues, 84 en tenien tres, 193 en tenien quatre i 411 en tenien cinc o més. 609 habitatges disposaven pel capbaix d'una plaça de pàrquing. A 294 habitatges hi havia un automòbil i a 404 n'hi havia dos o més.

### Piràmide de població
La piràmide de població per edats i sexe el 2009 era:
| Homes | Edats   | Dones |
| ----- | ------- | ----- |
| 0     | 95 o +  | 0     |
| 4     | 90 a 94 | 0     |
| 0     | 85 a 89 | 8     |
| 0     | 80 a 84 | 4     |
| 12    | 75 a 79 | 4     |
| 24    | 70 a 74 | 24    |
| 24    | 65 a 69 | 28    |
| 40    | 60 a 64 | 28    |
| 60    | 55 a 59 | 44    |
| 64    | 50 a 54 | 72    |
| 40    | 45 a 49 | 44    |
| 44    | 40 a 44 | 56    |
| 56    | 35 a 39 | 64    |
| 60    | 30 a 34 | 52    |
| 32    | 25 a 29 | 40    |
| 33    | 20 a 24 | 49    |
| 52    | 15 a 19 | 60    |
| 64    | 10 a 14 | 36    |
| 36    | 5 a 9   | 36    |
| 44    | 0 a 4   | 80    |

## Economia
El 2007 la població en edat de treballar era de 1.203 persones, 899 eren actives i 304 eren inactives. De les 899 persones actives 815 estaven ocupades (430 homes i 385 dones) i 84 estaven aturades (38 homes i 46 dones). De les 304 persones inactives 111 estaven jubilades, 90 estaven estudiant i 103 estaven classificades com a «altres inactius».

### Ingressos
El 2009 a Montboucher-sur-Jabron hi havia 779 unitats fiscals que integraven 2.053,5 persones, la mediana anual d'ingressos fiscals per persona era de 19.919 €.

### Activitats econòmiques
Dels 128 establiments que hi havia el 2007, 2 eren d'empreses alimentàries, 3 d'empreses de fabricació de material elèctric, 7 d'empreses de fabricació d'altres productes industrials, 19 d'empreses de construcció, 28 d'empreses de comerç i reparació d'automòbils, 5 d'empreses de transport, 7 d'empreses d'hostatgeria i restauració, 2 d'empreses d'informació i comunicació, 3 d'empreses financeres, 9 d'empreses immobiliàries, 20 d'empreses de serveis, 15 d'entitats de l'administració pública i 8 d'empreses classificades com a «altres activitats de serveis».
Dels 32 establiments de servei als particulars que hi havia el 2009, 1 era una oficina de correu, 3 tallers de reparació d'automòbils i de material agrícola, 1 taller d'inspecció tècnica de vehicles, 1 paleta, 6 guixaires pintors, 3 fusteries, 2 lampisteries, 3 electricistes, 3 perruqueries, 3 restaurants, 3 agències immobiliàries, 1 tintoreria i 2 salons de bellesa.
Dels 5 establiments comercials que hi havia el 2009, 1 era una botiga de menys de 120 m², 1 una botiga d'equipament de la llar, 1 una botiga de mobles, 1 una botiga de material esportiu i 1 un drogueria.
L'any 2000 a Montboucher-sur-Jabron hi havia 26 explotacions agrícoles que ocupaven un total de 546 hectàrees.

## Equipaments sanitaris i escolars
El 2009 hi havia 1 farmàcia i 1 ambulància.
El 2009 hi havia 1 escola maternal i 1 escola elemental.

## Poblacions més properes
El següent diagrama mostra les poblacions més properes.